# Manorina melanotis
El mielero orejinegro (Manorina melanotis) es una especie de ave paseriforme de la familia Meliphagidae endémica de los sotobosques de mallee del sureste de Australia.

## Taxonomía
Está próximamente emparentado con el más abundante mielero goligualdo (M. flavigula), y anteriormente fue considerado una subespecie de M. flavigula.

## Comportamiento
Los mieleros orejinegros practican la cría cooperativa. Durante la época de cría viven en colonias y se disperan por el bosque en solitario fuera de la época reproductiva. 

## Distribución y hábitat
Es un ave de distribución muy reducida. Se concentra en los bosques de mallee relativamente intactos del noroeste de Victoria y el sureste de Australia Meridional. Entre sus principales reductos se encuentran las Áreas importantes para la conservación de las aves de Murray-Sunset, Hattah y Annuello; el malle de Riverland,  y la de Wyperfeld, Big Desert y Ngarkat.

## Conservación
El mielero orejinegro se clasifica como especie en peligro en la ley australiana de protección medioambiental y conservación de la biodiversidad de 1999.
El estado de conservación oficial en Australia según territorios es:
- Nueva Gales del Sur: Clasificado especie en peligro crítico de extinción por la ley de conservación de especies amenazadas de 1995.[4]
- Australia Meridional: clasificado como especie en peligro de extinción por la ley vida silvestre y parques nacionales de 1972.[4]
- Victoria: clasificado en peligro de extinción por la ley de garantía de la flora y la fauna de 1988 y en la lista del informe de vertebrados amenazados.[5][6] En esta ley hay un plan de acción para la recuperación y la gestión futura de esta especie.[7]